# Triolet
Nella metrica, specificamente della poesia francese, il triolet è una poesia cosiddetta a forma fissa composta di otto versi basati su due sole rime e nei quali il primo, quarto e settimo verso, così come il secondo e l'ottavo verso, sono identici. Lo schena delle rime è ABaAabAB e spesso tutti i versi sono sotto forma di Tetrametro giambico. A causa di ciò i distici iniziale e finale risultano identici. Il verso di un triolet è generalmente Ottonario. Può essere composto di due quartine o anche di una sola tenant, formante una ottava che si chiama allora triolet continu.
Il triolet è un vicino parente del rondeau, un'altra forma della metrica francese che enfatizza la ripetizione e le rime.
Le triolet, che fu anche chiamato rondel semplice, è d'origine francese e apparve per la prima volta nel XIII secolo. Data la sua leggerezza, si è convenuto usarlo nel genere satirico o aggraziato. La poesia À Philis di Théodore de Banville (Les Cariatides, 1842) è un esempio di triolet :
In Inghilterra, alcuni dei più arcaici triolets conosciuti, composti in lingua inglese, furono scritti dal monaco benedettino Patrick Carey, che a quanto si dice li usava nelle sue preghiere. Il poeta britannico Robert Bridges reintrodusse il triolet nella lingua inglese, e ivi godette di una breve popolarità tra i poeti inglesi del tardo XIX secolo.
I triolets sono forme relativamente rare nella lingua inglese.